# نیوبافالو (میشیگان)
نیوبافالو، میشیگان (به انگلیسی: New Buffalo, Michigan) یک شهر در ایالات متحده آمریکا با جمعیت ۱٬۸۸۳ نفر است که در میشیگان واقع شده‌است.

## موقعیت جغرافیایی
موقعیت جغرافیایی شهرها و مناطق اطراف به شرح زیر است: